# Hanspeter Brodbeck
Hanspeter Brodbeck (* 1984) ist ein deutscher Handballschiedsrichter aus Metzingen. Er ist seit 2001 Schiedsrichter und gehört zum Elitekader der Schiedsrichter des DHBs. Er ist Vorstandsvorsitzender der Samariterstiftung.

## Schiedsrichter-Karriere
Brodbeck wurde 2001 Schiedsrichter, seit 2002 pfeift er mit seinem Gespannpartner Simon Reich. 2008 schaffte das Gespann den Sprung in die Oberliga, 2009 pfiffen sie erstmals in der Regionalliga. Die erste Nominierung für den Förderkader des DHBs erfolgte 2010. Durch das EHF Young Referee Project folgte der Aufstieg in den Eliteanschlusskader in der Saison 2012/13. Das Debüt in der Bundesliga erfolgte ebenfalls 2013. Im April folgte eine Ansetzung für ein Halbfinale im Final-4 der Frauen. 2016 wurde das Gespann für die U-18-Handball-Europameisterschaft der Männer 2016 nominiert, wo es ihre ersten internationalen Partien leiten durften. Den Status als internationale Schiedsrichter gab das Duo allerdings 2017 wieder auf. 2024 durften Brodbeck/Reich das Finale des DHB-Pokals leiten.
Auf Ebene des DHBs kommt Brodbeck auf über 300 Spiele sowie auf 14 internationale Partien.

## Vorstandsarbeit
Seit dem 1. September 2024 ist Brodbeck Vorstandsvorsitzender der Samariterstiftung.

## Privates
Brodbecks Stammverein ist TuS Metzingen.